# Наконечний Степан Федорович
Степа́н Фе́дорович Наконе́чний (2 квітня 1942, Ласків, Третій Рейх — 3 липня 2017, Рожище, Україна) — радянський футболіст. Нападник, виступав, зокрема за «Волинь» (Луцьк), «Спартак» (Брест), «Ростсільмаш» (Ростов). Директор Рожищенської дитячо-юнацької спортивної школи (Волинська область).

## Життєпис
Народився в селі Ласкові Грубешівського повіту на Холмщині в селянській сім'ї Федора та Варвари Наконечних. 1944 року українське населення села переселили до Української РСР.
Закінчив Рожищенську середню школу (1959), навчався стаціонарно в Київському інституті фізичної культури (1959—1961 рр.), заочно — у Львівському інституті фізичної культури (1961—1964 рр.). Футбольні таланти Степана помітив його вчитель фізкультури В. О. Покора і школяр уже у 8 класі грав за команду Рожищ на обласних змаганнях. 1959 року почав грати за київський «Локомотив». Наступного року ця команда завоювала Кубок столиці і Степана запросили до збірної України. Він став чемпіоном України в складі збірної Києва. Восени 1960 року грав за юнацьку збірну у Москві. 1961 року перейшов у «Волинь» (Луцьк), яка виступала в першості СРСР класу «Б». За 16 ігор 19-річний нападник забив 7 голів, ставши найкращим бомбардиром команди. Зробив хет-трик під час переможної домашньої гри 4:1 проти «Колгоспника» Рівне 1961 року. Наступного року в грі з «Колгоспником» (Черкаси) зламав ногу. Після одужання перейшов до брестського «Динамо». Під час служби у війську грав за СКА (Мінськ).
1965 року після закінчення інституту Наконечний грав у «Спартаку» (Андиджан), увійшов до списку 33-ох найкращих гравців Казахстану та Середньої Азії. 1967 року його включено в шістку найкращих гравців «Ростсільмашу». Залишив футбол через травму, після закінчення виступів у командах майстрів з 1968 року почав працювати тренером-викладачем з футболу в Рожищенській дитячо-юнацькій спортивній школі.
1970 року підопічні Степан Наконечного посіли друге місце на республіканському фінальному турнірі «Шкіряний м'яч». Через два роки збірка Волині (у ній грало 9 рожищан) посіла 5-е місце у фіналі юнацького Кубка України. У 1971 році «Машинобудівник», за який виступали лише його вихованці, у додатковій грі за звання чемпіона області поступився по пенальті ковельському «Локомотиву». Впродовж 1971—1978 років районна команда 6 разів займала друге місце в чемпіонаті області. У 1973 році здобули третє місце Кубка УРСР «Золотий колос». 1977 року рожищенський «Ферммаш» посів 3-є місце на кубок «Спортивної газети».
У «Ферммаші» під керівництвом Степана Наконечного виступав свого часу Олег Лужний, який згодом став гравцем «Динамо» (Київ) і збірної України, у клубі проходили стажування Віталій Кварцяний і Володимир Байсарович.
Серед вихованців тренера: Микола Федорук, Сергій Богунов, Радіон Воробей, Петро Матвійчик (усі — «Волинь» Луцьк), Володимир Лукашук (ФК «Львів»), Михайло Сомик, Віктор Гресь.
З 1996 року — директор дитячо-юнацької спортивної школи м. Рожище (Волинська область). Відмінник народної освіти України.
Дружина — Раїса Петрівна, викладач музики у Рожищенському ліцеї №4. Виховали сина і доньку.
Помер 3 липня 2017 року в Рожищі.